# Diéma (cercle)
Diéma is een bestuurlijke eenheid die deel uitmaakt van de regio Kayes in het zuidwesten van Mali. In de cercle woonden in 2009 211.772 inwoners. De hoofdstad is het gelijknamige Diéma.
Diéma is verder onder te verdelen in de volgende 15 communes:
- Béma
- Diangounté Camara
- Dianguirdé
- Diéma
- Diéoura
- Dioumara Koussata
- Fassoudébé
- Fatao
- Gomitradougou
- Grouméra
- Guédébiné
- Lakamané
- Lambidou
- Madiga Sacko
- Sansankidé